# Richard Lott
Richard Lott es un deportista británico que compitió en vela en la clase Laser. Ganó una medalla de oro en el Campeonato Europeo de Laser de 1986.

## Palmarés internacional
| \| Campeonato Europeo \| Campeonato Europeo \| Campeonato Europeo \| Campeonato Europeo \| \| Año \| Lugar \| Medalla \| Clase \| \| ------------------ \| ------------------ \| ------------------ \| ------------------ \| \| 1986 \| Morges (Suiza) \| Medalla de oro \| Laser \| |                |                |       |
| Campeonato Europeo |                |                |       |
| Año | Lugar          | Medalla        | Clase |
| 1986 | Morges (Suiza) | Medalla de oro | Laser |